# Old Trafford (área)
Old Trafford é uma área de Trafford, Grande Manchester, Inglaterra, que faz fronteira com as cidades de Manchester e Salford, a 3,2 km a sudoeste do centro de Manchester, no condado histórico de Lancashire. É o extremo nordeste do círculo eleitoral parlamentar de Stretford e Urmston e é aproximadamente delimitado por dois antigos portões de portagem, Brooks' Bar e Trafford Bar, a leste e a oeste.
Old Trafford é o local do Old Trafford Cricket Ground, sede do Lancashire County Cricket Club, e do estádio de futebol Old Trafford, casa do Manchester United, em extremos opostos da Brian Statham Way (antiga Warwick Road) e da Sir Matt Busby Way (antiga Warwick Road North). A estrada entre elas mantém o nome Warwick Road, e a seção sul, do outro lado da linha Metrolink, é Warwick Road South.